# Idolomantis diabolica
La mantis gigante de la flor del diablo (Idolomantis diabolica) es una especie de insecto mantodeo de la familia Empusidae y el único miembro de su género, Idolomantis. Las hembras pueden llegar a medir 13 cm de longitud mientras que los machos alcanzan los 10 cm. Son nativos de Etiopía, Kenia, Malawi, Somalia, Tanzania y Uganda.